# Dos más dos
Dos más dos es una película argentina de comedia dramática de 2012 dirigida por Diego Kaplan, escrita por Daniel Cúparo junto con Juan Vera, quien tuvo la idea original y protagonizada por Adrián Suar, Julieta Díaz, Carla Peterson y Juan Minujín. Fue filmada durante marzo de 2012 y se estrenó el 16 de agosto de 2012. Fue realizada por Pol-ka Producciones.

## Sinopsis
Diego (Adrián Suar), Emilia (Julieta Díaz), Richard (Juan Minujín) y Betina (Carla Peterson) son dos parejas amigas de toda la vida. A los 40 años son exitosos profesionales. Diego y Emilia tienen un hijo de 14 años y una vida familiar organizada mientras que Richard y Betina, que no tienen hijos, llevan una vida más mundana. Una noche de celebración Richard y Betina les confiesan a sus amigos que practican el intercambio de parejas y que les encantaría compartir esa práctica con ellos. Esta confesión despierta las fantasías dormidas de Emilia quien le insiste a Diego para que acepten la invitación.

## Reparto
- Adrián Suar como Diego
- Julieta Díaz como Emilia
- Juan Minujín como Richard
- Carla Peterson como Betina
- Alfredo Casero ... Pablo

## Taquilla
La película se mantuvo en el primer puesto de la taquilla nacional por tres semanas consecutivas. Quedando en segundo lugar su cuarta semana, superado por Ted, y quedando tercera en su quinta semana de estreno, superado por Ted y Que voy hacer con mi marido. En su sexta semana quedó cuarto, luego de Ted, Que voy hacer con mi marido y la estrenada esa semana, Buscando a nemo 3D. Luego en su séptima semana quedó en el puesto 5, detrás de estas tres películas antes mencionadas y Resident Evil 5: la venganza, manteniéndose por 7 semanas consecutivas en el top five del cine nacional. La película en tan solo seis semanas recaudó 895.591 espectadores, convirtiéndose en la película argentina más vista del año 2012, y en su séptima semana de estreno ha superado la valla de los 900.000 espectadores. Ha recibido muy buenas críticas entre el público, y siendo recomendada notablemente.